# Katell Quillévéré
Katell Quillévéré (Abidjan, 30 januari 1980) is een Frans filmregisseuse en scenarioschrijfster.

## Biografie
Katell Quillévéré werd in 1980 geboren in Abidjan als dochter van een informaticus en een lerares biologie. Ze verbleef samen met haar ouders en grootouders, afkomstig uit Finistère, tot haar vijfde jaar in Ivoorkust.
De familie verhuisde naar Parijs en Quillévéré volgde de middelbare school aan het lycée Fénelon. Ze besloot daarna filmstudies te volgen en nadat ze niet werd toegelaten bij la fémis ging ze studeren aan de Université Paris-VIII waar ze een DEA de cinéma en een licentiaat filosofie behaalde. Ze heeft een relatie met de Franse filmregisseur Hélier Cisterne, die ze leerde kennen aan de universiteit. In 2004 was ze samen met Sébastien Bailly verantwoordelijk voor de oprichting van het Festival du cinéma de Brive.
Quillévéré's eerste korte film À bras le corps werd in 2005 meteen geselecteerd op het filmfestival van Cannes in de sectie Quinzaine des réalisateurs. Na enkele kortfilms volgde in 2010 haar eerste langspeelfilm Un poison violent die ook geselecteerd werd in de sectie Quinzaine des réalisateurs en genomineerd voor de Caméra d'or. De film werd bekroond met de Prix Jean Vigo. Haar tweede langspeelfilm werd in 2013 gekozen als openingsfilm van de Semaine de la critique op het filmfestival van Cannes en Quillévéré werd samen met Mariette Désert genomineerd voor de César voor "beste origineel scenario" in 2014.

## Filmografie
- À bras le corps (kortfilm, 2005)
- L'Imprudence (kortfilm, 2007)
- L'Échappée (kortfilm, 2009)
- Un poison violent (2010)
- Suzanne (2013)
- Réparer les vivants (2016)
- Le Temps d'aimer (2023)

## Prijzen en nominaties
De belangrijkste:
| Jaar | Prijs                         | Categorie                                          | Genomineerde(n)         | Uitslag     |
| ---- | ----------------------------- | -------------------------------------------------- | ----------------------- | ----------- |
| 2014 | SACD Award                    | Cinema New Talent Award                            | Cinema New Talent Award | Gewonnen    |
| 2014 | César                         | Beste origineel scenario samen met Mariette Désert | Suzanne                 | Genomineerd |
| 2013 | Filmfestival van Thessaloniki | Zilveren Alexander Special Jury Award              | Suzanne                 | Gewonnen    |
| 2010 | Prix Jean Vigo                | Speelfilm                                          | Un poison violent       | Gewonnen    |
| 2010 | Filmfestival van Cannes       | Caméra d'or                                        | Un poison violent       | Genomineerd |